# Egentliga Frankrike

France métropolitaine.

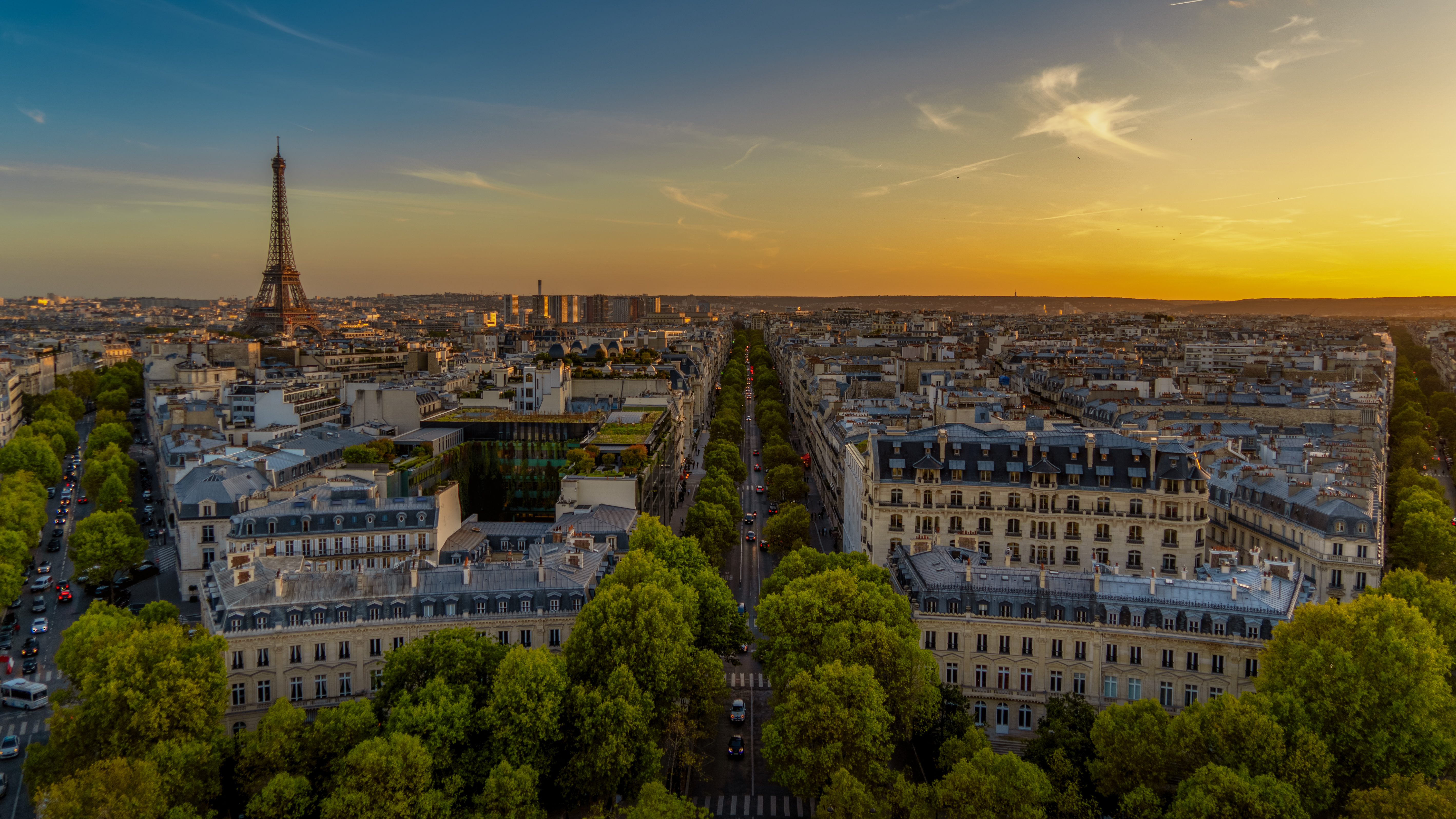
Paris, Egentliga Frankrike.

Egentliga Frankrike eller Metropolitiska Frankrike, franska: France métropolitaine, avser de delar av Frankrike som ligger i Europa. Det omfattar Frankrikes fastland och Korsika. Området har också historiskt kallats för la Métropole som metropol i förhållande till landets kolonier. Övriga delar av Frankrike kallas Frankrikes utomeuropeiska områden eller regioner.

## ISO 3166-1
Egentliga Frankrike har i ISO 3166-1 tilldelats egna landskoder FX och FXX utöver de vanliga FR och FRA som gäller för hela Frankrike. 